# 327 Колумбија
327 Колумбија (енгл. 327 Columbia) је астероид главног астероидног појаса. Приближан пречник астероида је 26,1 km,
а средња удаљеност астероида од Сунца износи 2,775 астрономских јединица (АЈ).
Инклинација (нагиб) орбите у односу на раван еклиптике је 7,151 степени, а орбитални период износи 1689,224 дана (4,624 године). Ексцентрицитет орбите астероида износи 0,064.
Апсолутна магнитуда астероида износи 10,1 а геометријски албедо 0,236.
Астероид је откривен 22. марта 1892. године.